# Brückendurchfahrtshöhe
Die Brückendurchfahrtshöhe, oft auch nur Durchfahrtshöhe, ist ein im Straßenverkehr und in der Schifffahrt, insbesondere auf Binnenwasserstraßen, verwendeter Begriff, der die nach den bestehenden deutschen Vorschriften maximal zulässige Fahrzeughöhe zur Durchfahrt von Brücken oder anderen baulichen Einrichtungen an oder über dem Verkehrsweg für Straßenfahrzeuge bzw. Wasserfahrzeuge bezeichnet. Die Durchfahrtshöhe berücksichtigt regelmäßig einen Sicherheitsabstand zur Unterkante des Bauwerks und ist deshalb niedriger als die tatsächliche lichte Höhe. International und selbst im europäischen Raum, ist dies nicht einheitlich.
Für den Betrieb im Schienenverkehr spielt diese Maßangabe keine Rolle, da dort für alle Fahrzeuge jederzeit, auf der freien Strecke wie unter Brücken und in Tunneln, das bahnseitige Lichtraumprofil eingehalten werden muss.

## Straßenverkehr
In Deutschland sind Brücken über Autobahnen und Bundesstraßen regelmäßig mindestens 4,50 m hoch über dem überbrückten Fahrweg gebaut. Für Neubauten von Autobahnbrücken ist grundsätzlich eine Höhe von 4,70 m erforderlich.
Demgemäß ist in der deutschen Straßenverkehrs-Zulassungs-Ordnung festgelegt, dass bei Kraftfahrzeugen die höchstzulässige Höhe, inklusive der Ladung 4,00 m betragen darf. Bei Fahrzeugen, die mit Beladung die reguläre Bauhöhe nicht überschreiten, muss eine nicht angezeigte passierbare Brückenhöhe nicht besonders beachtet werden. Davon ausgenommen sind Sondertransporte für besonders große Güter, für die ohnehin jeder Abschnitt des Fahrweges einzeln hinsichtlich der Durchfahrbarkeit vorausgehend überprüft werden muss.
Auf  Straßen außerhalb von Autobahnen und Bundesstraßen können niedrigere Durchfahrtshöhen vorkommen, diese werden durch das Straßenverkehrszeichen 265 angezeigt, worin das Maß der maximal zulässigen Fahrzeughöhe angegeben ist. Gleiches gilt für nicht öffentliche Bauwerke (z. B. Parkhäuser), die Fahrzeugdurchfahrten mit weniger als 4,50 Metern Höhe haben. Die Verantwortung für die Anzeige der Durchfahrhöhe liegt dabei bei dem Eigentümer des Bauwerkes.
Oberleitungen von z. B. Straßenbahnen oder Obussen  erfordern gegebenenfalls zusätzliche Sicherheitsabstände, die ebenfalls zu Einschränkungen der zulässigen Durchfahrhöhe führen.
Wie die folgenden Fotos zeigen, ist die Beschilderung der Durchfahrtshöhe nicht trivial. Aus diesem Grund wurde vom Bundesverkehrsministerium mit dem Allgemeinen Rundschreiben Nr. 14/2000 die „Richtlinie für die Kennzeichnung von Ingenieurbauwerken mit beschränkter Durchfahrtshöhe über Straßen“ bekannt gegeben. Diese regelt die Beschilderung von zahlreichen Standardfällen.

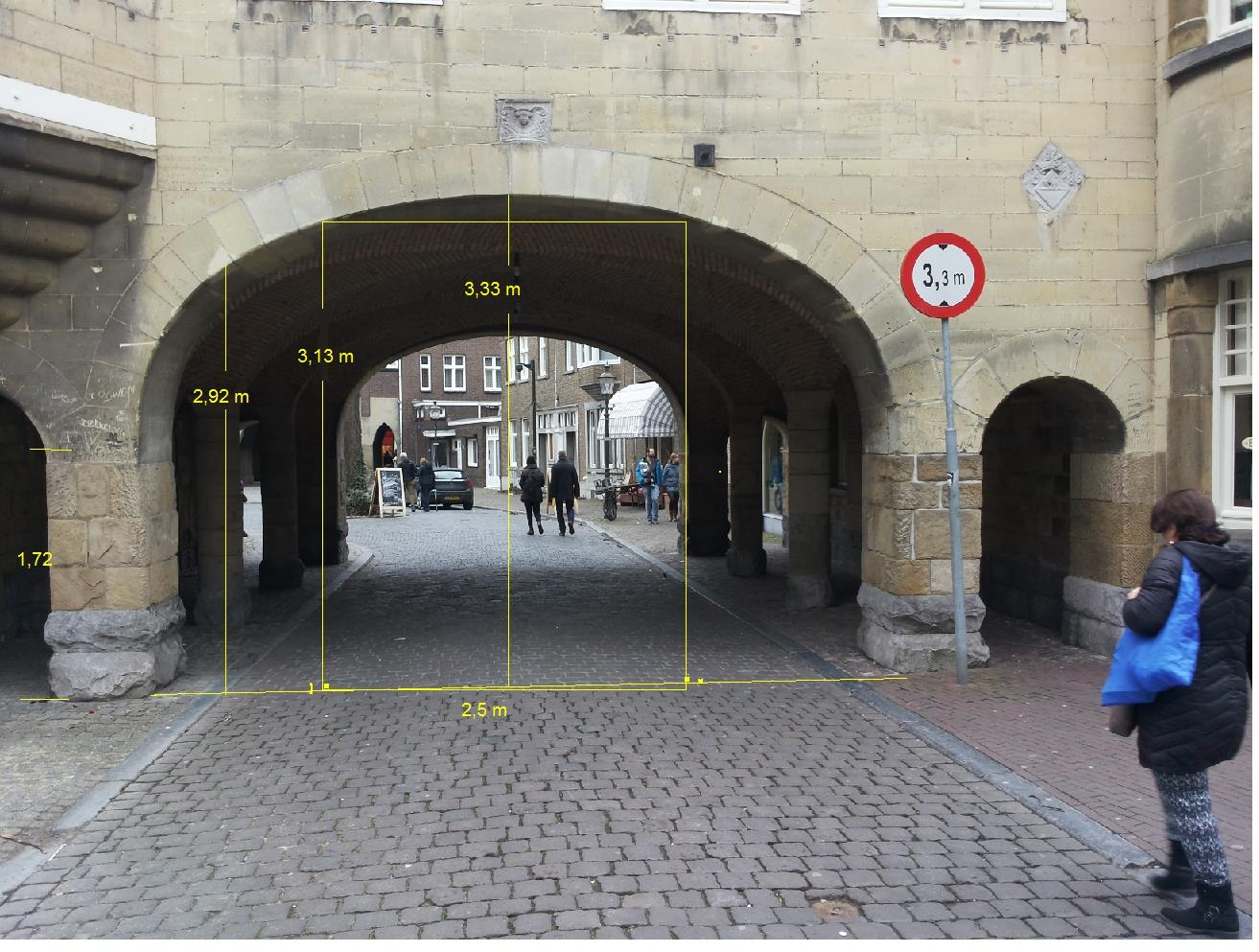
unsichere Beschilderung. Beispiel: Ein Fahrzeug mit 2,5 m Breite und 3,15 m Höhe, das erlaubterweise die Durchfahrt versucht, stößt dennoch schon bei 3,13 m an
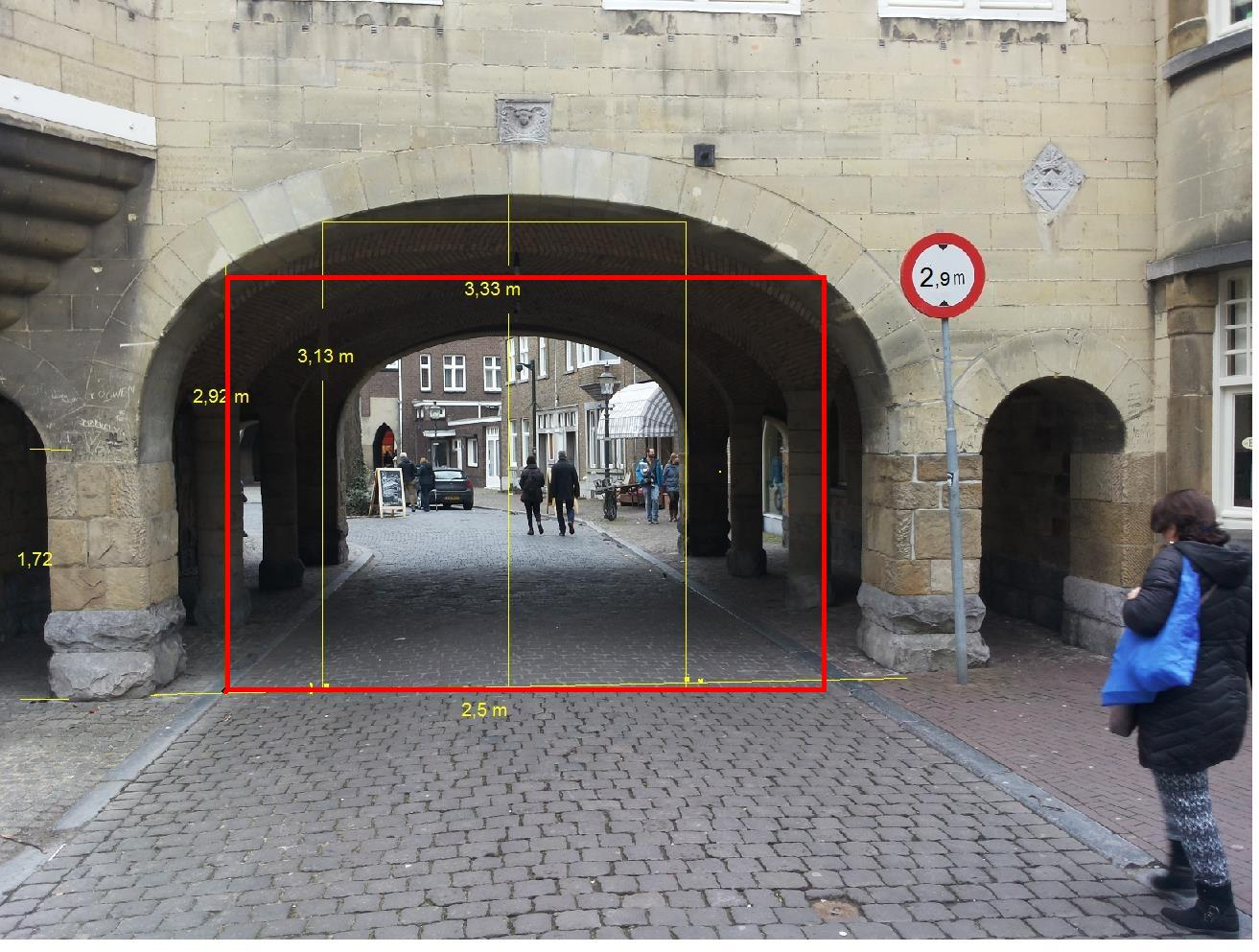
bessere weil sichere Beschilderung
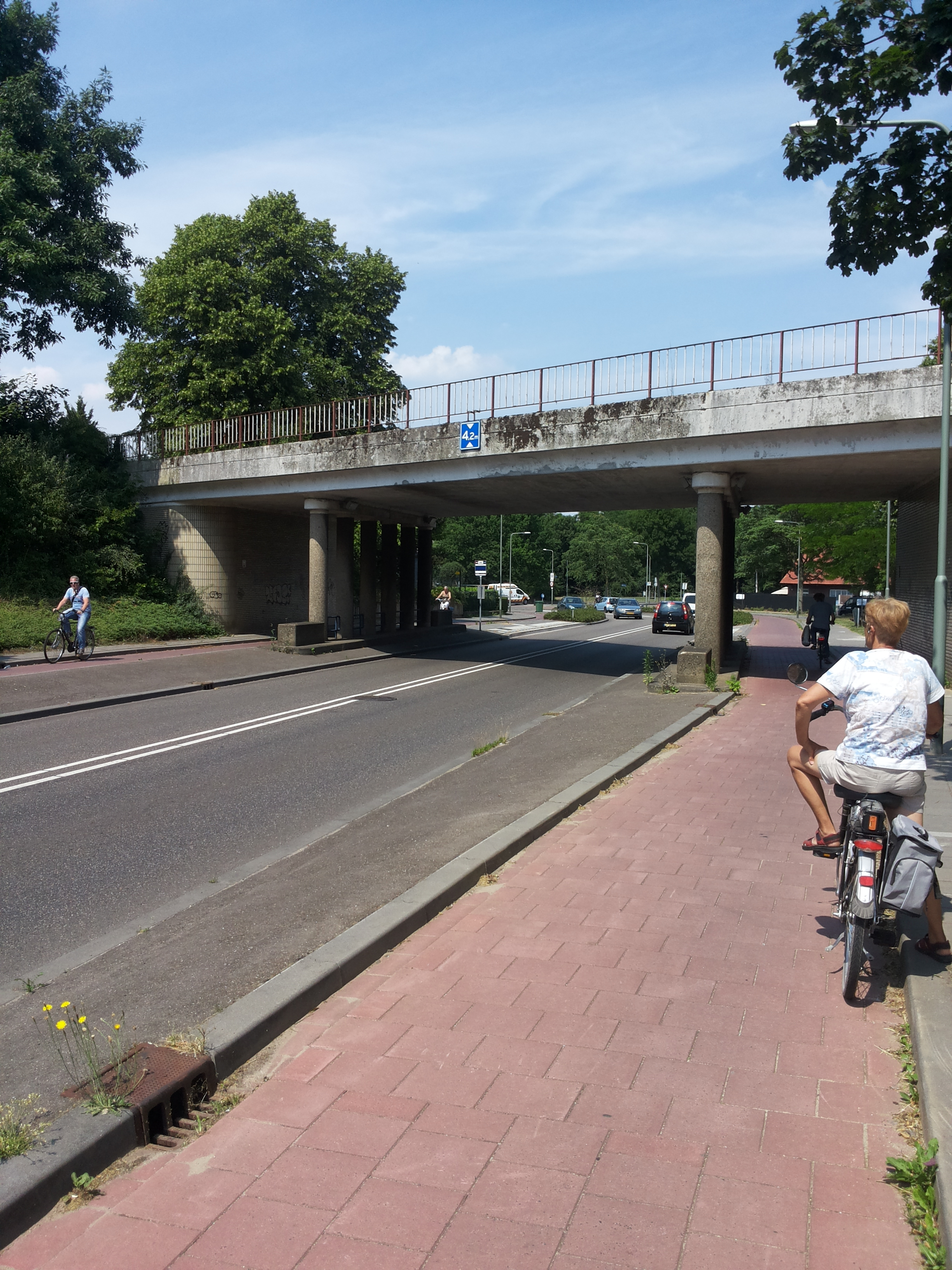
Angabe einer Brückenhöhe (kein Verbotszeichen) in den Niederlanden
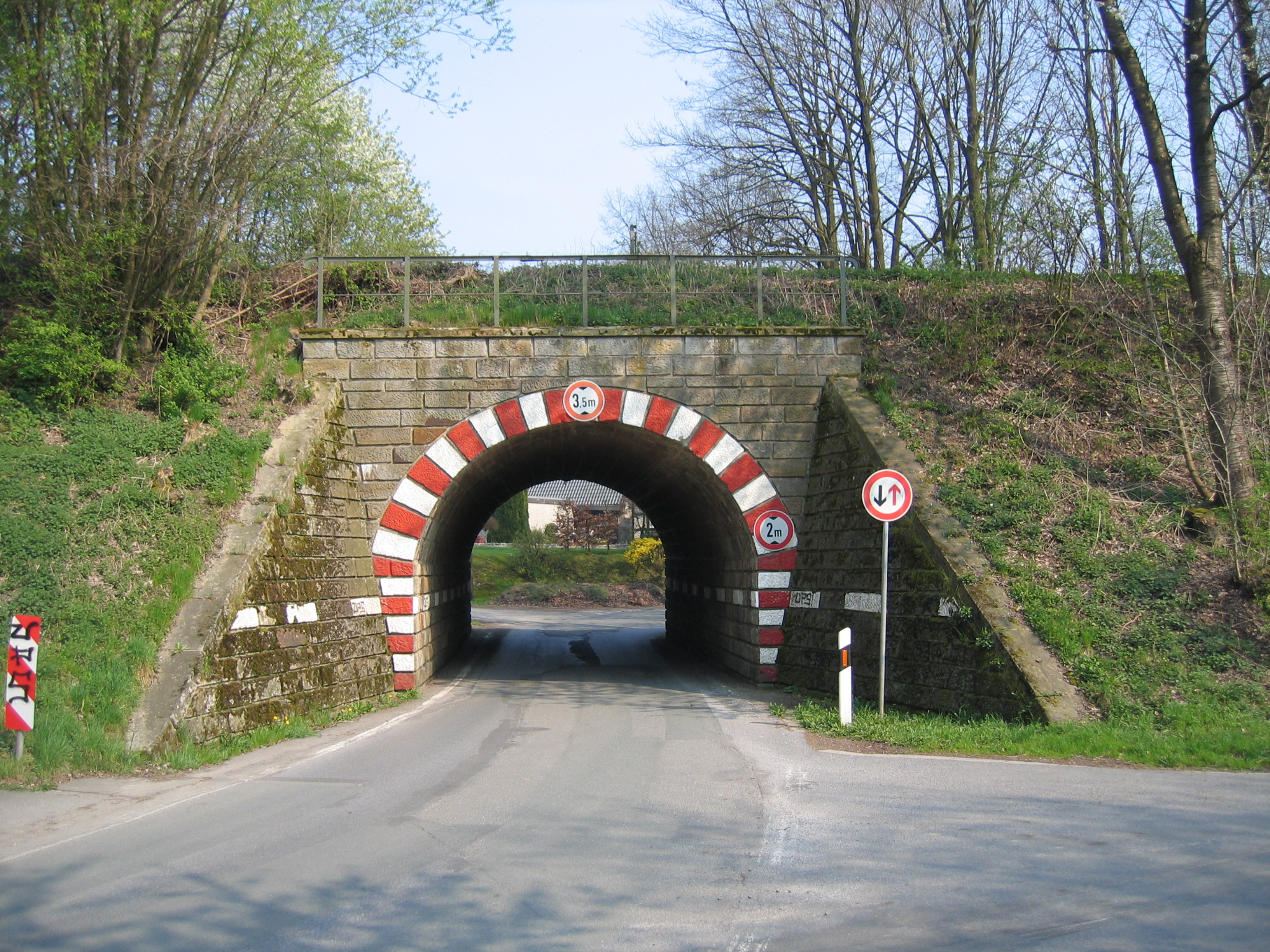
irreführende Beschilderung. Es besteht ein Durchfahrverbot ab 2 m Fahrzeughöhe. Die Angabe der Scheitelhöhe verleitet aber ggf. Fahrer höherer Fahrzeuge (z. B. 2,5 m hoch) die (verbotene) Durchfahrt auf der „Mittellinie“ zu versuchen.

## Schifffahrt
In der Schifffahrt ist die anzutreffende Brückendurchfahrtshöhe einer der Faktoren, die dafür maßgebend sind, ob ein Schiff eine Brücke unterfahren kann. Der Wasserstand ist meist variabel, die Höhe der Schiffsaufbauten über dem Wasserspiegel hängt auch von seiner jeweiligen Abladetiefe ab, die wiederum von dem Gewicht der Ladung und des Kraftstoffvorrats beeinflusst wird. Schließlich hängt auch die Höhe der Brücken von Temperaturänderungen ab, die bei sehr großen Brücken wie der Verrazzano-Narrows Bridge Unterschiede von bis zu 3,6 m bewirken können. Der Schiffsführer auf einer Binnenschifffahrtsstraße bzw. der Fahrzeugführer auf einer Seeschifffahrtsstraße müssen daher ggf. Berechnungen anstellen, ob und wann ihr Schiff die Brücke noch passieren kann. Selbst Heckwellen begegnender Schiffe können auf diese Entscheidung Einfluss haben.
Die Brückendurchfahrtshöhe wird in der Bundeswasserstraßenkarte DBWK 1000 als fester Wert ohne Variablen angegeben. Sie bezieht sich laut Legende in der Karte auf den höchsten Schifffahrts- bzw. Kanalwasserstand (HSW), bei dessen Überschreiten die Schifffahrt eingestellt werden muss.
Der Elektronische Wasserstraßen-Informationsservice (ELWIS) der Wasserstraßen- und Schifffahrtsverwaltung des Bundes enthält neben Maßen von Schleusen und Fahrrinnen sowie den maximal zugelassenen Schiffsgrößen insbesondere auch die Brückenhöhen. Entsprechende Angaben gibt es für den österreichischen Teil der Donau bei Via donau.
Die angegebene statische Brückendurchfahrtshöhe in Karten oder Listen über HSW berücksichtigt die Sicherheitsabstände, die z. B. wegen der leichten Wölbung vieler Brücken, für unter den Brücken hängende Besichtigungsfahrzeuge und andere Faktoren notwendig sind.
Bei Bogenbrücken bezieht sich der Brückenpegel der Anzeigen vor Ort auf den Bereich der gekennzeichneten Durchfahrtsbreite.

Brückendurchfahrtshöhe je nach Wasserstand ablesbar
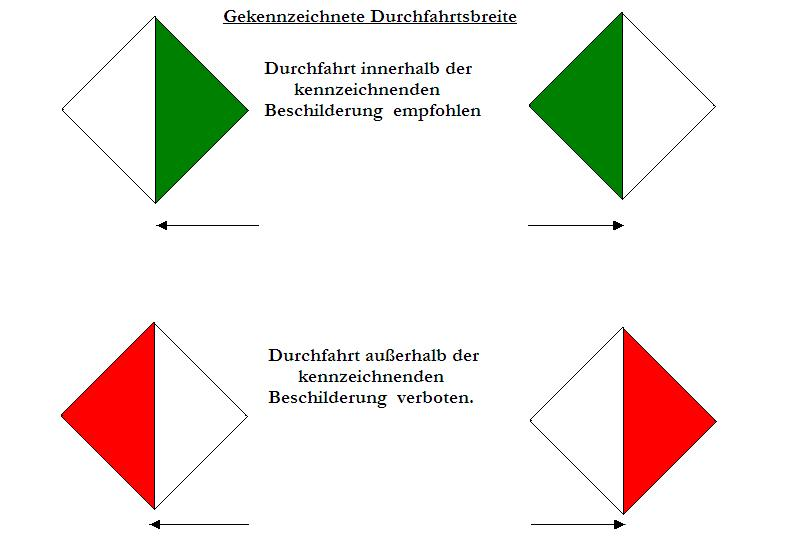
Gekennzeichnete Durchfahrtsbreite
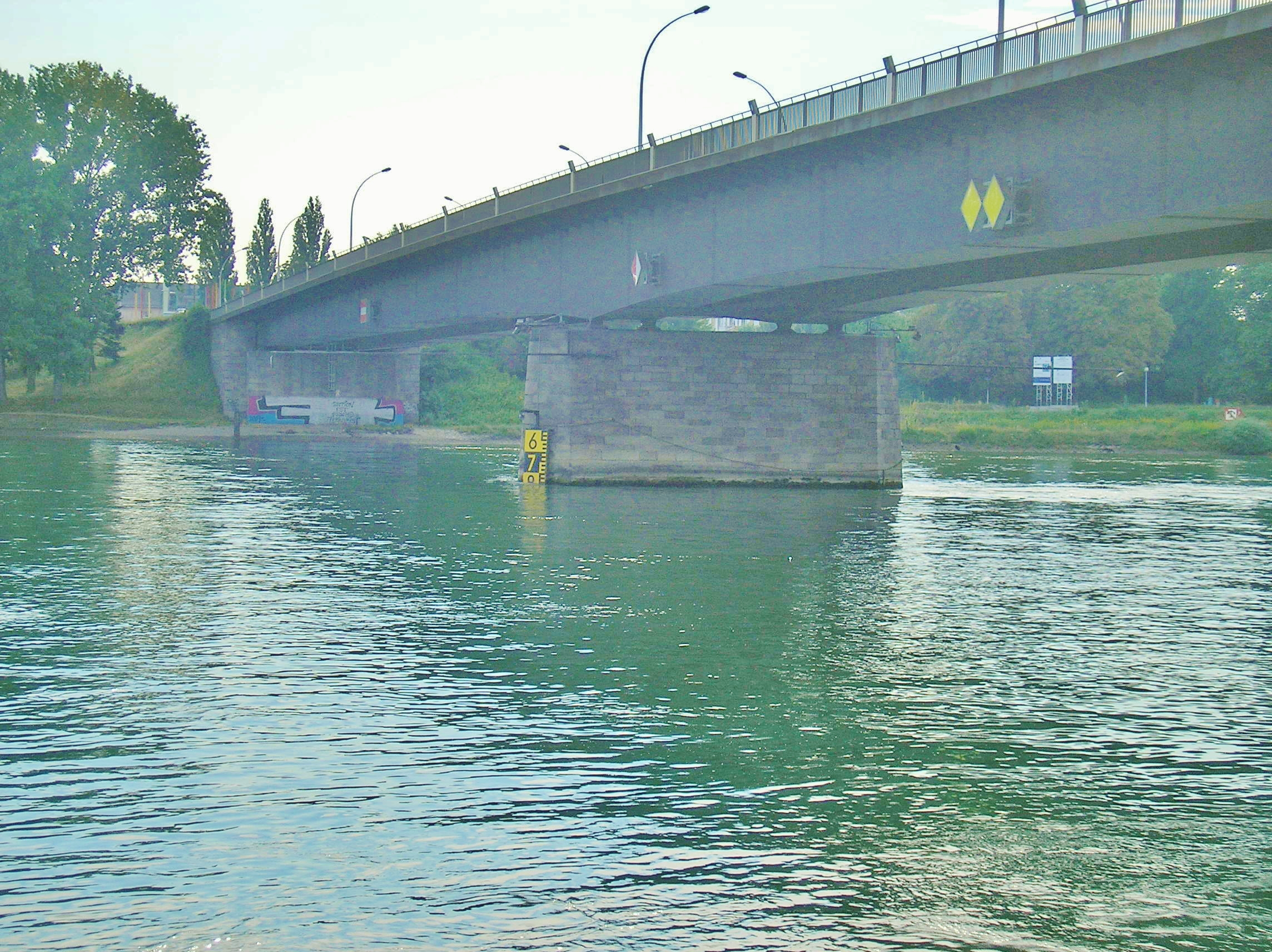
Bogenbrücke
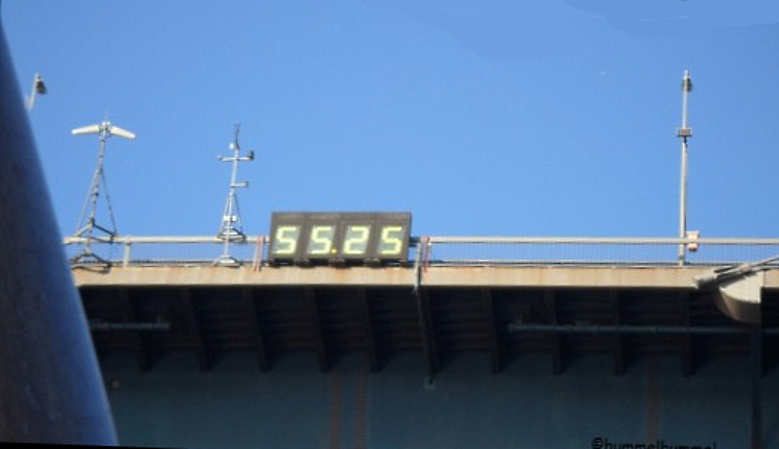
digitale Anzeige, hier die Köhlbrandbrücke in Hamburg über die Elbe

Haben einzelne Brücken niedrigere Durchfahrtshöhen als auf der Strecke üblich, wird durch ein entsprechendes Zeichen darauf hingewiesen.
Im alltäglichen Verkehr mit deutlich unter den Hochwassermarken bleibenden Wasserständen muss, falls notwendig, die größte zulässige Höhe eines Schiffes über dem Wasserspiegel jeweils errechnet werden aus der Brückendurchfahrtshöhe plus der Differenz des aktuellen Wasserstandes zum HSW. Diese errechnete zulässige Höhe muss dann verglichen werden mit der tatsächlichen Höhe des Schiffes, wobei sich die Höhe des Schiffes aus seiner Bauhöhe über dem Kiel minus der aktuellen Abladetiefe ergibt, die sich wiederum mit fortschreitendem Kraftstoffverbrauch ändert.

Zur Erleichterung gibt es neben den Pegeln, die die aktuellen Wasserstände anzeigen, auch spezielle Brückenpegel mit umgekehrten Skalen, die die über dem Wasserspiegel noch verbleibende Durchfahrtshöhe anzeigen. An der Hamburger Köhlbrandbrücke gibt es einen digitalisierten Brückenpegel am Fahrbahnträger in einer Genauigkeit bis zur 2. Stelle hinter dem Komma (cm Bereich).

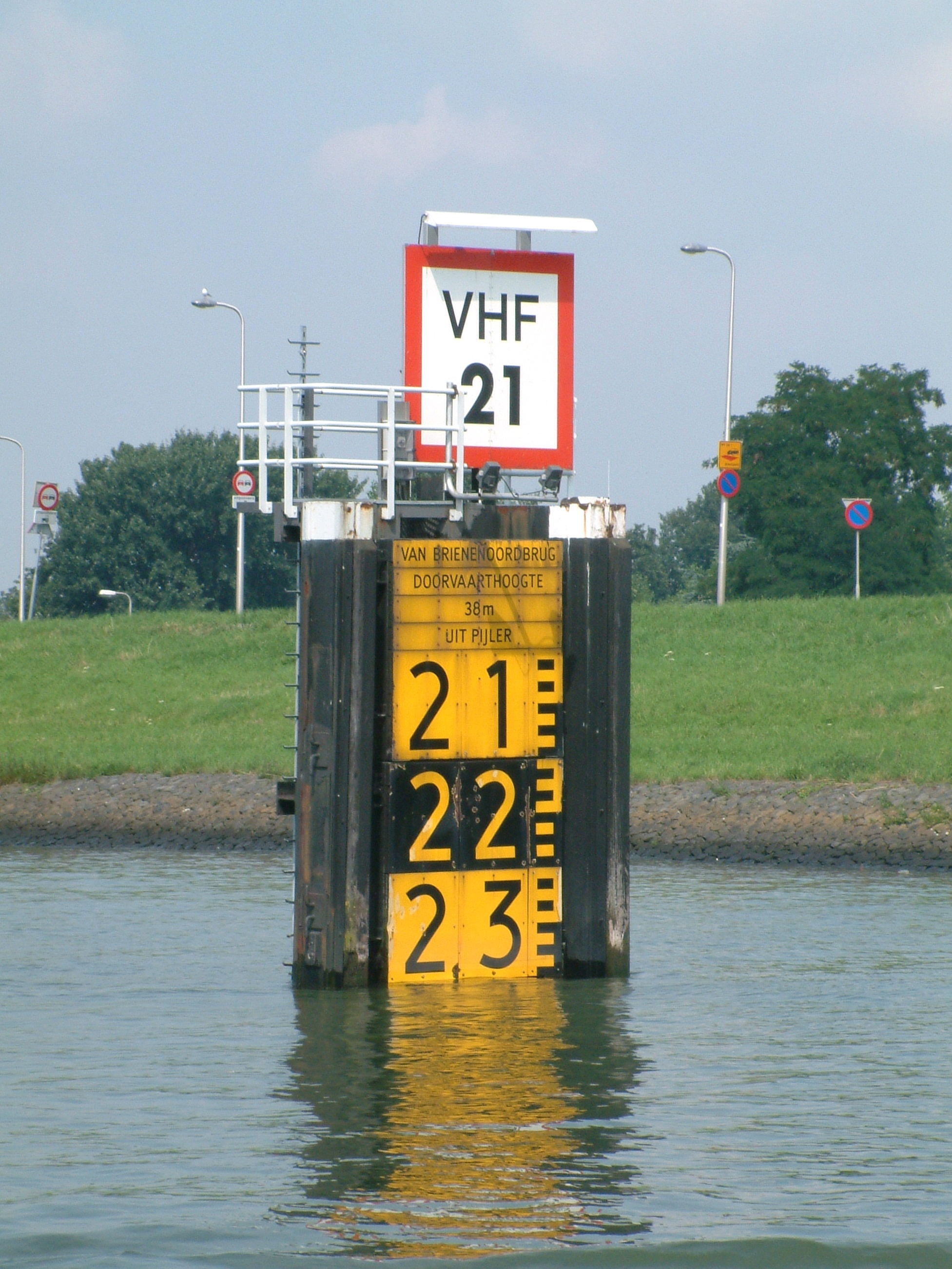
Brückenpegel mit umgekehrter Meßskala

Insbesondere für Schiffe mit absenkbaren Steuerhäusern wurden elektronische Geräte wie der Bridgescout entwickelt, die vor einem ungenügenden Absenken bzw. einer ungenügenden Durchfahrtshöhe warnen.
Der Begriff lichte Höhe ist bei Brücken über Flüssen und Kanälen ohne Brückenpegel schlicht nichtssagend, solange nicht präzise angegeben wird, auf welchen Wasserstand er sich bezieht, und dennoch meist irreführend, da er sich auf die tatsächliche Unterkante des Fahrbahnträgers bezieht und keine Sicherheitsabstände berücksichtigt.
Einzelne Wasserstraßen- und Schifffahrtsämter können online laufend aktualisierte Brückendurchfahrtshöhen publizieren, wie beispielsweise das Wasserstraßen- und Schifffahrtsamt Brandenburg.

## Schienenverkehr

Beispiel für ein Lichtraumprofil im Schienenverkehr

Im Schienenverkehr gelten die Maße des sogenannten Lichtraumprofils auf der gesamten Strecke und somit auch unter Brücken und in Tunneln. Es wird von der jeweiligen Bahngesellschaft oder der Eisenbahnbehörde bestimmt. Für den Bereich der Deutschen Bahn gibt beispielsweise das komplexe Lichtraumprofil für nicht elektrifizierte Strecken eine Mindesthöhe von 4,8 Metern und für Strecken mit elektrischer Oberleitung eine Mindesthöhe von 5,25 Metern über der Schienenoberkante vor. Korrespondierend dazu wird für die zugelassenen Schienenfahrzeuge ein geometrisch definiertes und nicht zu überschreitendes Lademaß bzw. Fahrzeugumgrenzungsprofil vorgegeben.